# Павлов, Леонид Ильич
Леонид Ильич Павлов — директор уфимского завода «Гидравлика» в 1957—1974 годах.
Павлов Л. И. имел высшее образование, инженер-механик, окончил Уфимский авиационный институт им. С.Орджоникидзе в 1955 г.

## Биография
Родился он в 1910 г. в городе Ярославле в семье служащего. Его жизнь и трудовая деятельность складывалась довольно сложно и трудно, как и у многих руководителей авиационной промышленности. В 1929 г. он поступил на работу подручным слесаря на кирпичный завод. Но вскоре перешел на работу на Рыбинский моторостроительный завод и уже в 1932 г. был назначен на должность мастера. С этого периода вся его жизнь и трудовая деятельность связана с авиационной промышленностью. После службы в рядах Красной Армии он возвращается на Рыбинский моторостроительный завод на должность мастера, а затем становится заместителем начальника цеха. Его незаурядные организаторские способности, коммуникабельность и умение работать с людьми были замечены руководством и партийной организацией завода.
В 1938 г. Павлов Л. И. был избран секретарём Ярославского Обкома ВЛКСМ. В 1940 г. его переводят в г. Уфу на должность заместителя начальника цеха моторостроительного завода. С первых дней Великой Отечественной войны Павлов Л. И. принимает активное участие в организации производства авиационных двигателей. В 1942 г. он избирается председателем заводского комитета профсоюза Уфимского моторостроительного завода. На его плечи совместно с руководством завода и партийной организацией легла тяжелейшая ответственность за бесперебойное обеспечение самолётостроительных заводов авиационными двигателями, создание необходимых условий для работы заводчанам и обустройству тысяч людей, эвакуированных из Москвы, Ленинграда, Рыбинска, Ярославля и других городов.
С 1944 г. Павлов Л. И. снова переходит на должность заместителя начальника цеха, а затем и начальника цеха. Он хорошо знал современное производство, умело использовал знания и опыт в практической работе, был автором ряда научных трудов и изобретений по технологии механической обработки жаропрочных сталей и изготовлению двигателей. Большой жизненный и производственный опыт, его организаторские способности, знание производства были высоко оценены руководством МАП.

## Служба директором
Приказом Министра авиационной промышленности от 23 февраля 1957 г. Павлов Л. И. назначается директором завода № 85. В то время завод был небольшим предприятием численностью около 1600 человек, специализировавшимся по производству уплотнительных изделий для авиационных двигателей, авиационных агрегатов, нескольких типов фильтров для грубой очистки авиационных топлив и масел, а также нескольких типоразмеров латунных металлорукавов.
В марте 1957 г. в цехе № 15 была организована бригада по сборке топливно-масляных агрегатов 317А и 317В в составе бригадира Гарасюта И. П., слесарей-сборщиков Овчаренко М. Г., Чувилина А. М., Никитина Н. М., Мельникова В. В. и Христолюбова Ю. А. Бурное развитие авиации, применение более мощных и экономичных авиационных газотурбинных двигателей, повышение скоростных характеристик военных и гражданских самолётов выдвигают на первое место одну из важнейших задач -повышение тонкости фильтрации топлив и масел и пропускной способности соответствующих систем самолётов и вертолётов. Учитывая исключительную важность и неотложность решения этой технической проблемы Министр авиационной промышленности приказом от 11 апреля 1957 г. определил завод № 85 головным предприятием отрасли по выпуску, а ОКБ «Гидромеханика» — головным ОКБ по разработке агрегатов по фильтрации топлива и масел авиационных систем для всех типов летательных аппаратов. Решение этой задачи потребовало от коллективов завода и ОКБ, партийной, комсомольской и профсоюзной организаций, руководства завода и ОКБ мобилизации всех сил. Имея большой производственный опыт работы на одном из крупнейших предприятий МАП, директор Павлов Л. И. с первых же дней своей деятельности возглавил работу по резкому повышению культуры производства, производственной и технологической дисциплины. Перед коллективом встала задача по повышению производительности труда за счёт внедрения прогрессивных технологий и оборудования, использования внутренних резервов. Между подразделениями завода развернулось социалистическое соревнование за достижение высокой производительности труда к годовщине ВОСР и за присвоение звания «Подразделения имени 40-летия Октября». Таким подразделением признан коллектив карболитового участка, на которое стали равнятся остальные. С почином «Семилетку роста производительности труда — за 5 лет» выступили комсомольцы цеха 4а. Победителем в этом соревновании стала бригада цеха 45 Каравановой Зои Кирилловны. Под руководством директора завода Павлова Л. И. и при активном участии главного инженера Штейнберга К. И. был разработан и окончательно утверждён в МАП Генеральный план комплексной реконструкции завода и начата его реализация. К концу пятилетки необходимо было построить корпуса № 3-3а, 7-7а, 9 и 10.
В течение 1 квартала 1957 г. поступили на работу в ОКБ конструктор Голованёва Елена Константиновна, помощник главного конструктора Цюпко Иван Евтихович, старший инженер лаборатории фильтровальных материалов Сазонова Галина Ивановна, техник-технолог Хорошев Юрий Борисович, конструкторы Алёшин Василий Алексеевич (1.03.1957 г.), Шильнов Сергей Петрович. Старшим мастером опытного хозяйства ОКБ был назначен Ческес А. Э., а контрольным мастером — Андриевских Дмитрий Ефимович. В марте 1957 г. в ОКБ создаются: гидролаборатория под руководством Кузнецовой Евгении Анатольевны, в состав которой вошли инженеры Семёнова М. М., Горбунова Т. Ф., Закиров З. З., Осипов В.П; лаборатория, которую возглавила старший инженер Сазонова Галина Ивановна, в составе инженеров-испытателей Авдонина П. З., Козлова В. Н., Бабкина Ю. А., Латыпова Г. Х., механика-испытателя Сафронова С. Ф. и слесаря-испытателя Астахова А. П. В 1957 г. для транспортного самолёта ИЛ-18 конструктором Борисовым Олегом Константиновичем был разработан топливный фильтр ТФ-6, модификация 32ТФ6 которого изготавливается и до сих пор.